# Vetenskapsåret 1979

## Händelser

### Allmänt
- 14 mars - 100-årsminnet av Albert Einsteins födelse uppmärksammas.[1]
- September - 60 miljoner personer i USA beräknas vara språkligt handikappade. I nio av 11 delstater i södern slutar över hälften av eleverna skolan i förtid.[1]

### Astronomiochrymdfart
- 25 februari - Sovjetunionen skickar iväg Sojuz 32. Inuti finns Vladimir Ljakhov och Valerij Rjumin.[1]
- 5 mars - Voyager 1 bryter igenom Jupiters atmosfär.[1] och upptäcker en ring.[2]
- 12 april - Sojuz 33 återvänder till jorden.[1]
- 11 juli - USA:s rymdstation Skylab störtar i Indiska oceanen, sydväst om Perth.[1]
- 15 juli - De sovjetiska kosmonauterna Vladimir Ljakhov och Valerij Rjumin slår uthållighetsrekord i rymden, 140 dagar.[1]
- 19 augusti - De sovjetiska kosmonauterna Vladimir Ljakhov och Valerij Rjumin återvänder till jorden efter 175 dagars rymdvistelse.[1]
- 1 september - Pioneer 11 rundar Saturnus och skickar direktsända bilder därifrån.[1]
- 3 november - Den amerikanska satelliten Pegasus II störtas i Atlanten, utanför Ascension.[1]
- 24 december - ESA:s första Ariane 1 raket, skickas iväg från Kourou i Franska Guyana.[1]
- 26 december - Det meddelas att Voyager 2 funnit en stor ocean under Jupiters naturliga satellit Europa.[1]
- Okänt datum - Den amerikanska rymdsonden Pioneer 11 passerar Jupiter.[2] och fullbordar ett varv runt Saturnus [3]
- Okänt datum - Pluto passerar i sin bana närmare Solen än Neptunus.[2].

### Fysik
- 27 mars - SKI beslutar att tillstyrka laddning av reaktorerna Ringhals 1 och 3.[1]
- 28 mars - En kärnreaktor i kärnkraftverket Three Mile Island i Harrisburg i delstaten Pennsylvania i USA havererar.[1]
- 30 oktober - Utredningen om Harrisburgolyckan presenteras. Ledningen och inspektionen kritiseras för svårt eftersatt säkerhet.[1]
- 19 november - Reaktorsäkerhetsutredningen i Sverige presenterar sitt betänkande.[1]

### Medicin
- 25 juli - Från Lunds universitet meddelas att en grupp forskare specialiserat sig på att fastställa ärftliga sjukdomar genom blodprov från foster.[1]

## Pristagare
- Bigsbymedaljen: Ernest Ronald Oxburgh [4]
- Copleymedaljen: Max Perutz
- Ingenjörsvetenskapsakademien utdelar Stora guldmedaljen till Arvid Wretlind
- Nobelpriset:[5]
  - Fysik: Sheldon Glashow, Abdus Salam, Steven Weinberg
  - Kemi: Herbert C. Brown, Georg Wittig
  - Fysiologi/Medicin: Allan M. Cormack, Godfrey N. Hounsfield
- Polhemspriset: Bengt Gunnar Magnusson
- Steelepriset: Antoni Zygmund, Salomon Bochner, Robin Hartshorne, Joseph Kohn, Hans Lewy
- Sylvestermedaljen: Graham Higman
- Turingpriset: Kenneth Iverson
- Wolfpriset:
  - Agrikultur:Jay Lush, Kenneth Blaxter
  - Fysik: George Eugene Uhlenbeck, Giuseppe Occhialini
  - Kemi: Herman Mark
  - Matematik: Jean Leray, André Weil
  - Medicin: Roger Wolcott Sperry, Arvid Carlsson, Oleh Hornykiewicz
- Wollastonmedaljen: Hatton Schuyler Yoder [6]

## Avlidna
- 6 maj - Karl Wilhelm Reinmuth, 87, tysk astronom.

### Fotnoter
1. 1 2 3 4 5 6 7 8 9 10 11 12 13 14 15 16 17   Horisont 1979. Bertmarks
2. 1 2 3  Så funkar universum, James Muirden
3. ↑  Astronomi, Tom McGowen, 1979
4. ↑  ”Geological Society”. Arkiverad från originalet den 5 juni 2011. https://web.archive.org/web/20110605101836/http://www.geolsoc.org.uk/gsl/society/history/page753.html. Läst 13 april 2011.
5. ↑  ”Nobelpriset”. http://nobelprize.org/nobel_prizes/lists/all/index.html. Läst 10 april 2011.
6. ↑  ”Geological Society”. Arkiverad från originalet den 5 juni 2011. https://web.archive.org/web/20110605102217/http://www.geolsoc.org.uk/gsl/society/history/page750.html. Läst 14 april 2011.